# Gāv Sūr
Gāv Sūr (persiska: گاو سور) är en ort i Iran.   Den ligger i provinsen Kermanshah, i den västra delen av landet, 500 km väster om huvudstaden Teheran. Gāv Sūr ligger 1 398 meter över havet och antalet invånare är 894.
Terrängen runt Gāv Sūr är lite kuperad. Runt Gāv Sūr är det ganska glesbefolkat, med 43 invånare per kvadratkilometer. Gāv Sūr är det största samhället i trakten. Omgivningarna runt Gāv Sūr är i huvudsak ett öppet busklandskap.